# Christus und die Ehebrecherin (Hans Kemmer)
Christus und die Ehebrecherin ist ein Gemälde des deutschen Malers Hans Kemmer.

## Motiv
Dargestellt ist die Passage über Jesus und die Ehebrecherin (Johannes 8,1–11 ), in der geschildert wird, wie Jesus den Forderungen der Schriftgelehrten, eine soeben überführte Ehebrecherin zu steinigen, widerspricht und stattdessen demonstrativ Vergebung übt. Am unteren Rand befindet sich eine gemalte Brüstung, die einen Teil des zugehörigen Bibeltextes im Mittelniederdeutsch enthält, dahinter steht die Personengruppe aus Jesus, der Ehebrecherin, sowie den Jüngern auf der rechten und den Anklägern auf der linken Seite.
Das Motiv war besonders in den Jahren nach der Reformation beliebt, da es die lutherische Lehre von der Rechtfertigung allein aus Gnaden versinnbildlicht. Von Kemmer selbst und seinem Lehrmeister Lucas Cranach dem Älteren sind mehrere Versionen dieses Themas erhalten.

## Das Bild
Kemmers Gemälde entstand bald nach der Annahme der Reformation 1530/31 in Lübeck und ist als protestantisches Lehrstück zu verstehen, das darstellt, dass allen Menschen die Vergebung ihrer Sünden offensteht. In dafür typischer Weise ist das Bild mit einem die Szenerie didaktisch erläuternden Text verbunden, auf den die Hand Christi weist.
Bei der Untersuchung des Bildes mittels Infrarotreflektographie ergab sich, dass Kemmer für das Gemälde eine Tafel verwendete, auf der er bereits Vorzeichnungen für eine Hochkant-Darstellung einer Frau mit Kind vorgenommen hatte, vermutlich ein Marienandachtsbild, wie es nach der Reformation nicht mehr gefragt war.

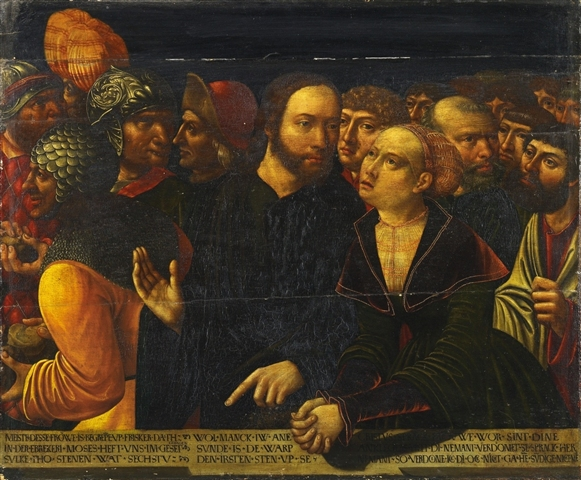
Unrestaurierter Zustand 2010

Im 19. Jahrhundert wurde das Bild aus nicht eindeutig klaren Gründen nachträglich durch eine angestückte Leiste nach oben hin erweitert; um die inhaltslose dunkle Fläche optisch in das ursprüngliche Bild zu integrieren, wurde der Turban eines der Ankläger überproportional vergrößert, so dass er in den ansonsten leeren oberen Rand hineinragt. Bei der Restaurierung wurde diese Anstückung nicht entfernt, da es sich mittlerweile selbst um ein historisches Element handelt. Sie wurde nur durch den neuen Rahmen verdeckt, so dass der Betrachter das Gemälde in seiner ursprünglichen Komposition und seinen originalen Proportionen ansehen kann.

## Provenienz
Erstmals nachweisbar ist das Bild im 18. Jahrhundert der Besitz der Fürsten von Carolath-Beuthen. Wohl ab dem frühen 19. Jahrhundert befand es sich im Besitz der schlesischen Linie der Grafen von Pückler, später in einer Londoner Privatsammlung.
Im November 2010 wurde das Gemälde bei einer Auktion des Kunsthauses Lempertz für 42.000 Euro (50.400 Euro incl. Aufgeld) von der Stadt Lübeck ersteigert und in die Bestände des St.-Annen-Museums eingereiht. 2011 wurde es grundlegend restauriert, wobei auch die negativen Auswirkungen eines älteren Schutzüberzugs behandelt wurden.
Seit Frühjahr 2012 ist es im St.-Annen-Museum ausgestellt. Damit verfügt das Lübecker Museum über ein Drittel der bekannten Werke Kemmers, darunter auch Kemmers frühere Version Christus und die Ehebrecherin von 1530, ein Auftragswerk des Kaufmanns Johann Wigerinck.

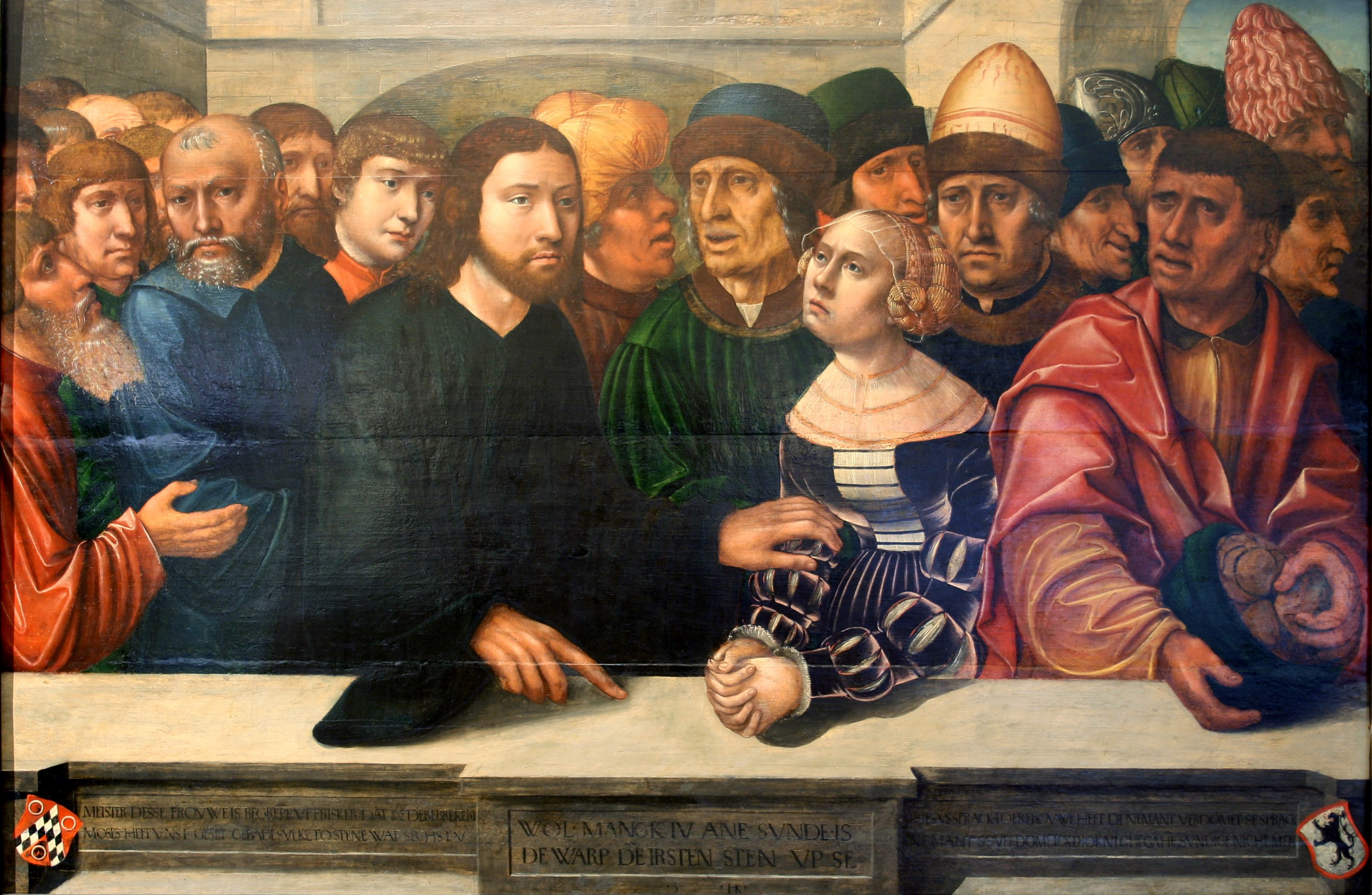
Die von Wigerinck in Auftrag gegebene Fassung von Kemmers Christus und die Ehebrecherin

## Versionen
Von Kemmer sind noch zwei weitere Bearbeitungen desselben Motivs erhalten: Die bereits erwähnten Auftragsarbeit für Johann Wigerinck von etwa 1530 trägt die Wappen des Auftragsgebers und seiner Frau Agnete Kerckring. Auch hier stehen auf einer Balustrade vor den handelnden Personen die niederdeutschen Bibelworte. Die Ankläger sind hier rechts und die Jünger links von Jesus und der Frau abgebildet. In dem Jünger hinter Jesus ist möglicherweise der Stifter porträtiert, der sich bereits im Jahr zuvor zusammen mit seiner Frau von Kemmer hatte malen lassen. In der Gestalt der Ehebrecherin wiederholt Kemmer hier und bei der um 1535 entstandenen Version das Motiv der vor dem Kreuz knienden Maria Magdalena von seinem 1522–1524 geschaffenen und 1942 vernichteten Olavsaltar aus der Bergenfahrerkapelle in der Lübecker Marienkirche, die vermutlich nach einem Vorbild von Albrecht Dürer entstand. In der Mitte unter dem Satz Wol manck iu ane Sunde is de warp den irsten Sten up se (= „Wer von euch ohne Sünde ist, der werfe den ersten Stein auf sie“) hat der Maler mit HK signiert. Das Bild wurde 1910 aus der Versteigerung der Wiener Privatsammlung Schwartz bei Rudolph Lepke’s Kunst-Auctions-Haus in Berlin für das Lübecker Museum erworben.

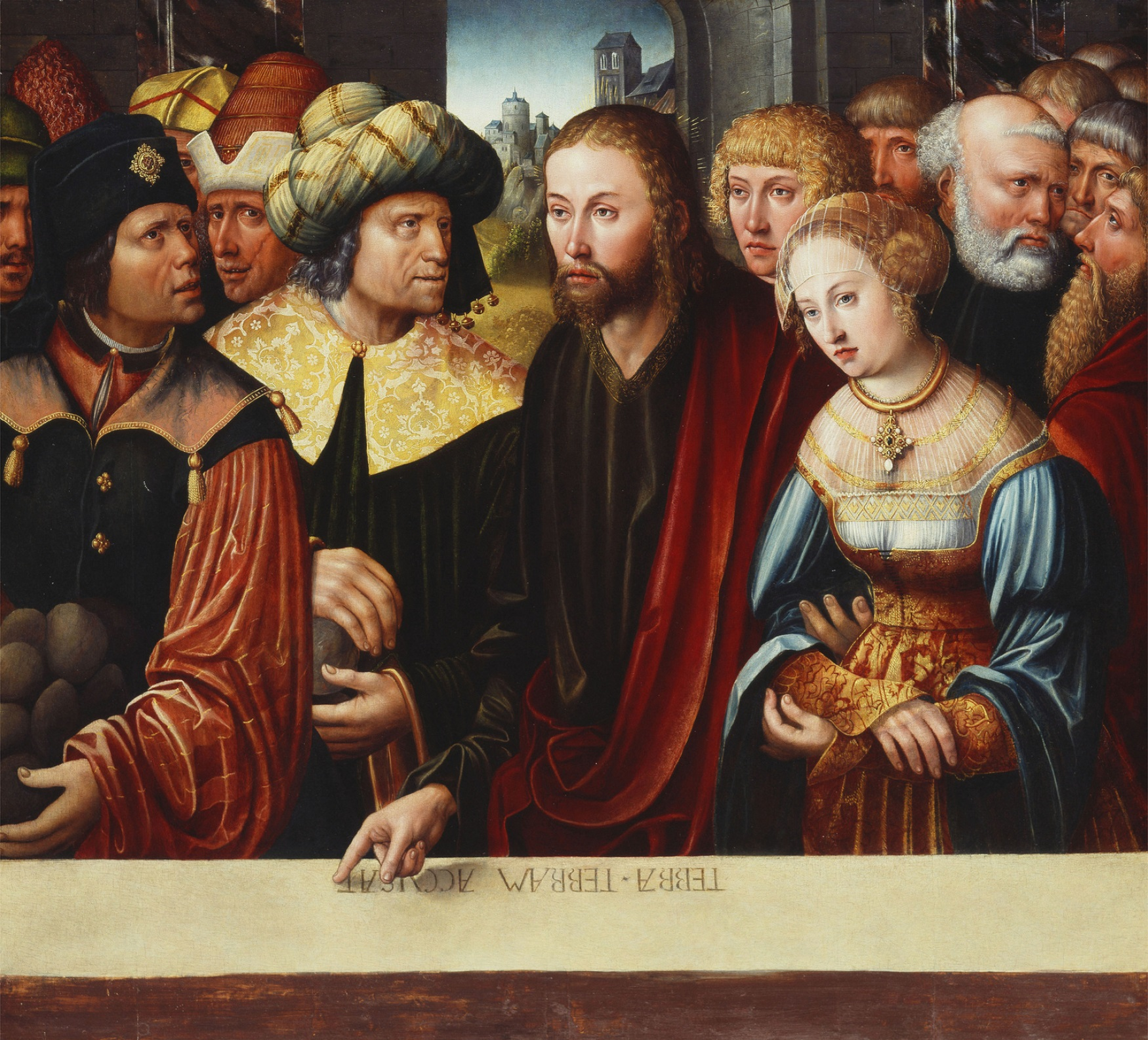
Eine weitere Kemmer zugeschriebene Version

Außerdem wird Kemmer von Kurt Löcher und Dieter Koepplin ein 2000 bei Christie’s versteigertes Bild zugeschrieben. Vor den Personen befindet sich auch hier eine Balustrade, auf die Jesus eben – vom Betrachter über Kopf zu lesen – TERRA TERRAM ACCUSAT (= Die Erde klagt die Erde an) schreibt. Diese Phrase findet sich bei mittelalterlichen Miniaturen wie z. B. im Codex Egberti und geht vermutlich auf eine Homilie des Augustin von Hippo zurück, in der dieser die Geschichte von der Ehebrecherin als Beispiel dafür verwendet, dass alle Menschen Sünder sind und auf Gottes Gnade angewiesen sind. Das verweist bereits auf Martin Luthers Rechtfertigungslehre.